# Catedral del Sagrado Corazón de Jesús (Uberaba)
La Catedral Metropolitana de Uberaba (también antes en portugués: Paróquia Sagrado Coração de Jesus, Santo Antônio e São Sebastião) Es una iglesia católica ubicada en la ciudad de Uberaba, en el estado brasileño de Minas Gerais. Es la sede de la arquidiócesis de Uberaba, cuya jurisdicción abarca 20 municipios en el Triángulo Mineiro y el Alto Paranaíba.
La catedral también alberga una parroquia cuyo titular es el Sagrado Corazón de Jesús y cuyo patrones son san Antonio y san Sebastián. La parroquia tiene tres capillas de ella dependientes: la capilla de San Pedro y la de San Pablo, en el parque Jockey, y la capilla de la Casa San José. En la actualidad, la catedral está bajo la administración del párroco monseñor Valmir Ribeiro.